# Руставі
Руста́ві (груз. რუსთავი) — місто на південному сході Грузії, адміністративний центр регіону Квемо Картлі.
Розташоване за 25 км на південний схід від Тбілісі — столиці країни.

## Історія

### Рання історія

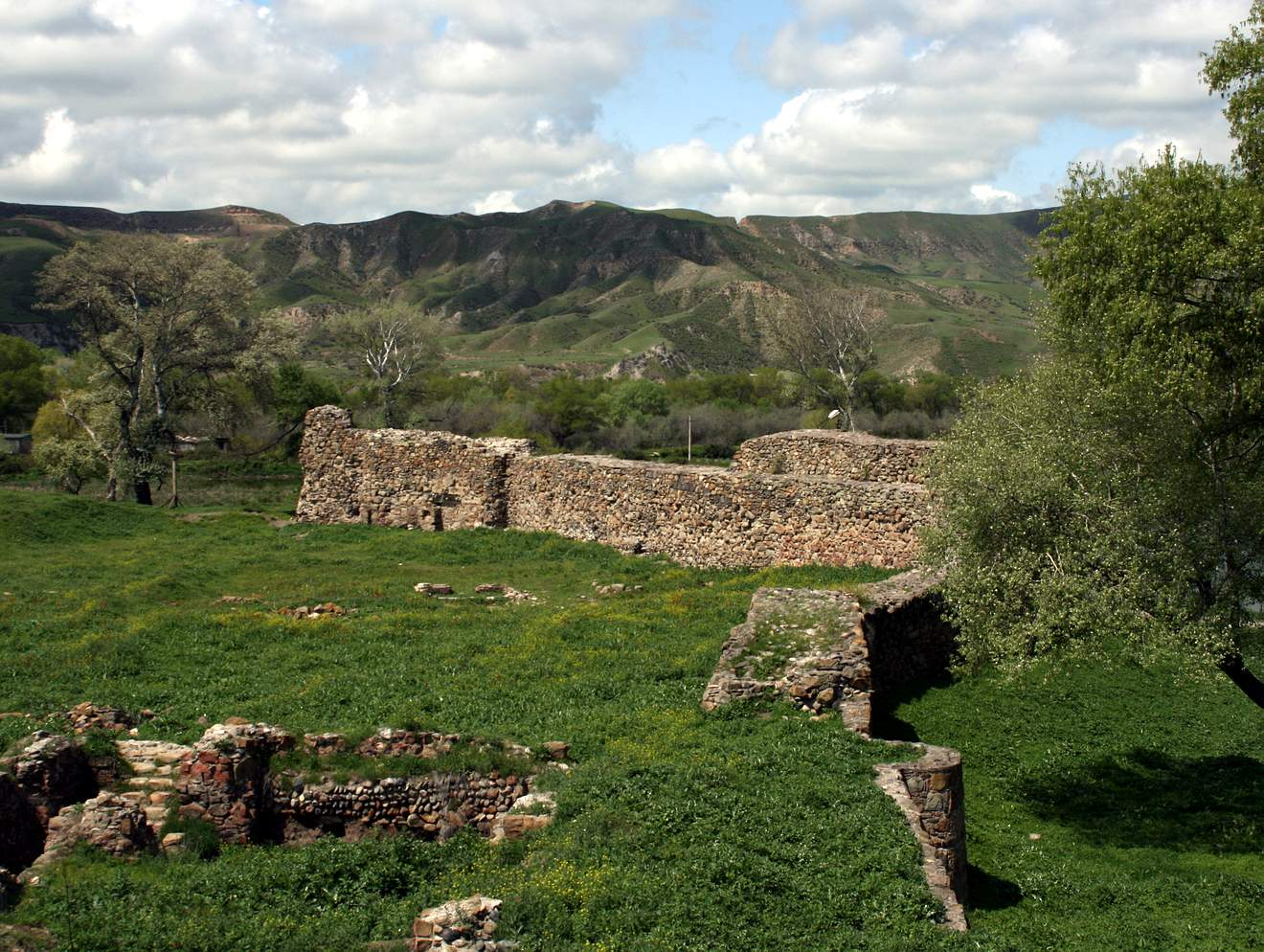
Рештки фортеці Руставі

Руставі — одне з найдавніших міст Грузії, якє зіграло значну роль в її історії. Грузинський історик 11 ст. Леонтій Мровелі згадує Руставі серед фортець, що протистояли військам Олександра Великого. Це дозволяє датувати заснування Руставі 5-4 ст. до н. е.
У своїй праці «Життя царів» Леонтій Мровелі пише, що цар Трдат, 28-й цар Картлі (кінець 4-го століття до н. е.), побудував церкву та канал. Академік Ніколос Бердзенішвілі пише, що відтоді Руставі розглядається як важливий адміністративний центр.
Під час правління Вахтанг Горгасалі (V століття) Руставі відігравав важливу роль в політичному житті Грузії. З того часу засновується єпископство в Руставі та освячено відповідно до побажання Вахтанга Горгасалі. Церковники Картлі діяли проти царя Вахтанга Горгасалі, так як вони перебували під впливом Персії. Тому були зміщені цар Картлі та знятий з посади головний єпископ Картлі Михаїл.
Єпископство Руставі проіснувало до 13-го століття, перш ніж воно було зруйноване монголами. Потім єпископство було переведено в Марткопі, однак, єпископ Марткопі носив титул Руставського (Руставелі).
На початку 6-го століття, в 503 році, грузинські війська чинили опір перському царю. У битві цар Вахтанг Горгасалі був смертельно поранений.
Грузинські вояки залишилися без свого командира, і вони були переможені персами. Перси знищили Царство Картлі, і уряд був підпорядкований Мірзахану — візиру шаха.
Крім рукописів, розкопки замку Руставі довели, що Руставі було великим політичним та адміністративним центром. При археологічних розкопках були знайдені залишки древніх будівель, є залишки будівель 4-го і 5 століть.
Добре відомо, що в 4 столітті Руставі та Уджарма були підвищені в Кахетії.
Уджарма був головною резиденцією царя Вахтанг Горгасалі, його назва походить з перської. «Остан» або «Востан» означає Королівство, тому його давня назва була Бостан-Калака. Якщо ми візьмемо до уваги це пояснення, ми повинні вірити, що Руставі був резиденцією грузинських царів.
Руставі ще залишалося дуже важливим містом під час захоплення арабами. У 8-му столітті воно належало Кахеті і стало одним з найкращих центрів управління.
Глава Кахеті-Ереті, Квіріке Великий послав одного Еріставі з трьох в Руставі і дав йому всю Кахеті.
Після того як араби були переможені й вигнані, ще один ворог вторгся в Грузію — це були турки-сельджуки. Вперше турки-сельджуки вторглися в Грузію в 1068 році під керівництвом султана Алп Арслана. Був запеклий бій між царем Багратом IV, і турками. Але Баграт IV отримав гірку поразку. Турки-сельджуки захопили Ахалкалакі. Пізніше цар Кахеті вступив у тісніші контакти з турками-сельджуками і вони підкорили внутрішню політику Картлі. Залишаючи Грузію взимку, вони взяли Тбілісі та Руставі. Це був найважчий період у житті Руставі. Його економіка була зруйнована, і воно залишилося лише  військовим центром. Це мало стратегічне значення для подальшого розвитку Тбілісі.
В 1069 Баграт IV переміг Арніра Фадлона і приєднав фортеці Руставі, Партскхісі і Агарані. 24 листопада 1072 року, Баграт IV помер, і Георгій II вступив на престол. Він спробував фортифікувати Грузію, щоб об'єднати країну.
У 1097 р. Давид Будівельник перестав виплачувати данину туркам-сельджукам. 1104 року він об'єднав Кахеті-Хереті. В 1105 розгромив армію еміра Гянджі. В руках мусульман залишилися лише Тбілісі, Руставі, Самшвілде, Сомхіті та Агарані. В 1110 році Давид узяв Самшвілде, в 1115 — Руставі, в 1122 — Тбілісі.
У 1265 року на Кавказ вторглися війська монгольського хана Берке, правителя Золотої Орди. Грузія боролася одночасно з двома ворогами — Іраном та монголами. Руставі знову було зруйновано дощенту військами Тамерлана наприкінці 14 століття.

### Сучасна історія

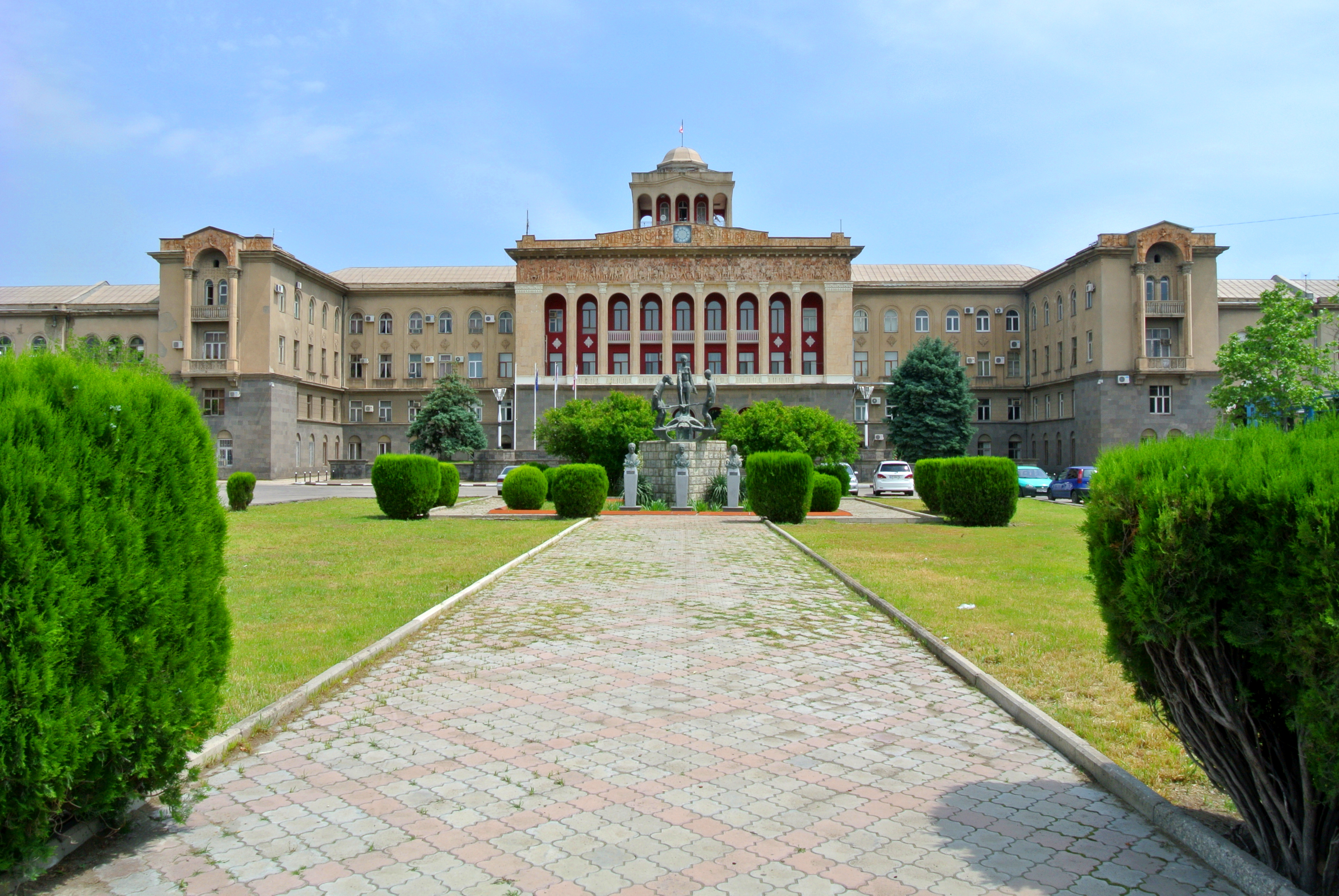
Головний офіс Руставського металургійного заводу

Нове індустріальне місто було засноване як поселення для працівників металургійної промисловості 1948 року. Йосип Сталін звозив з усіх регіонів Грузії людей для того, щоби працювати на заводах Руставі, найбільше працівників походили з західної, біднішої частини країни.
За часів індустріалізації Руставі став важливим промисловим центром. З'явилися металургійні підприємства, хімічні заводи, а також важлива залізнична станція на гілці Тбілісі-Баку. В Руставі було побудовано близько 90 великих і середніх промислових підприємств. Головним індустріальним підприємством став Руставський металургійний завод, побудований в 1941-1950 рр. з метою обробки заліза з сусіднього Азербайджану. Робітники були зібрані з усієї республіки, включаючи найбідніші сільськогосподарські райони Західної Грузії. Розвивалася не тільки металургія, а й виробництво цементу, хімікатів і синтетичних волокон. 30 серпня 1944 року з'явилася перша місцева газета — «Металлургіісатвіс» (в перекладі з грузинського — «За Металургію»). В 1948-м з'являються нові вулиці, перша з яких названа на честь Комсомолу, друга — на честь будівельників Руставі, і третя — іменем стародавнього поселення Бостан-Калака. 19 січня 1948 декретом Верховної Ради Грузинської РСР Руставі було надано статус міста республіканського значення. 27 квітня 1950 все місто святкувало виробництво першої промислової стали в Грузії. У будівництві міста брали участь і німецькі військовополонені. Сучасне Руставі розділене на дві частини — Дзвелі Руставі (Старе Руставі) і Ахали Руставі (Нове Руставі). У першому домінує сталінська архітектура, в той час як у другому переважає радянське блочне будівництво. Розпад Радянського Союзу в 1991-му став для Руставі катастрофою, тому що при цьому зруйнувалася інтеграція в радянську економіку, яка забезпечувала діяльність містоформувальних підприємств. Більшість промислових підприємств було закрито, і 65 % населення втратило роботу, що призвело до зростання злочинності і злиднів. Кількість жителів впало з 160,000 в середині 1990-х до 116,000 в 2002-му. Нью-йоркський художник Грег Ліндкіст задокументував руйнування Руставських цементних заводів у своїх картинах і інсталяціях («Nonpasts», 2010).

## Спорт
У місті розташована траса Rustavi International Motorpark.

## Галерея

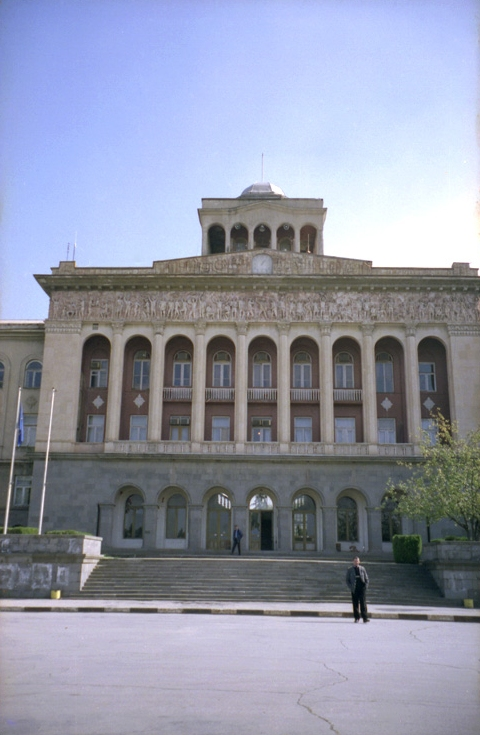
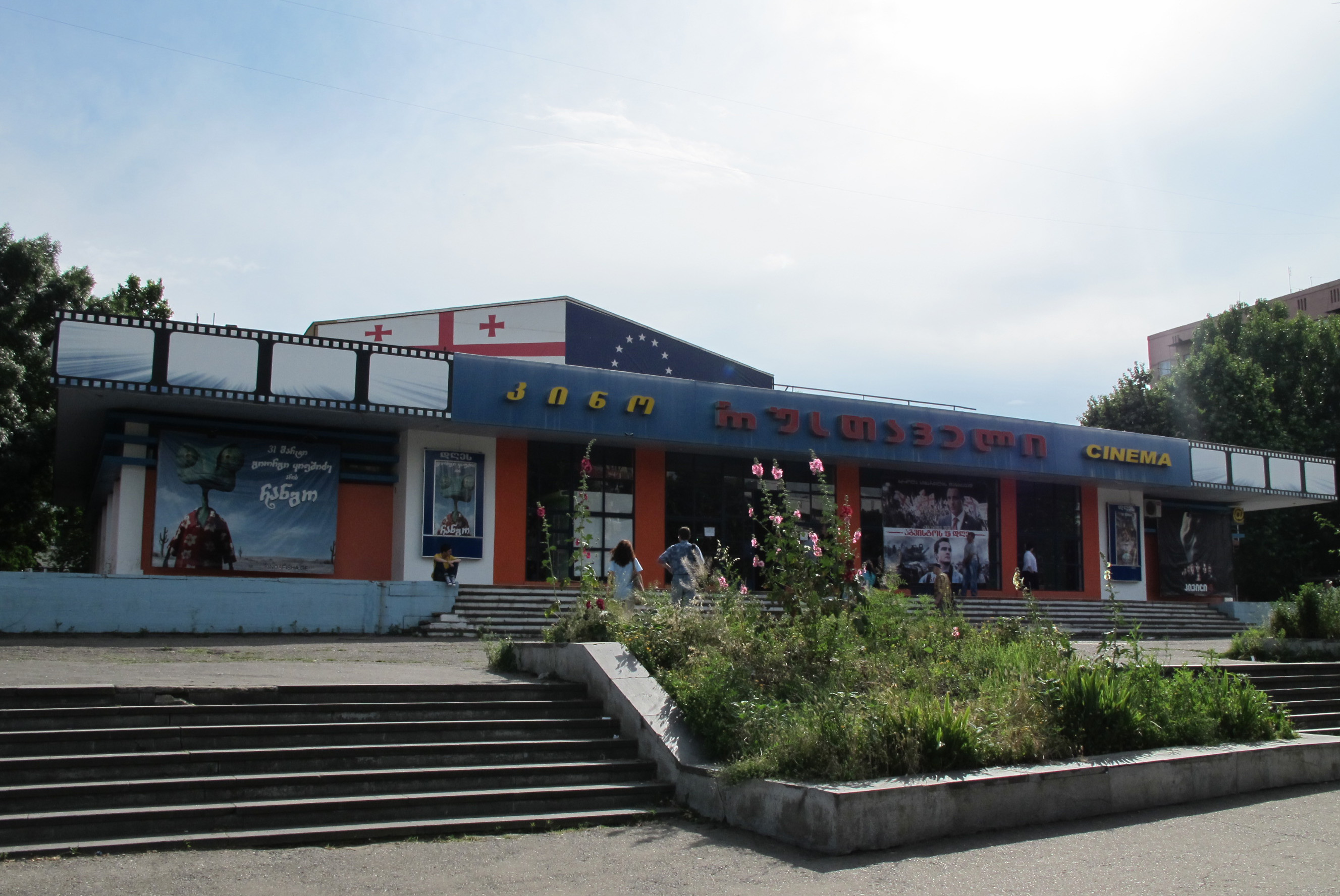
Кінотеатр «Руставелі»
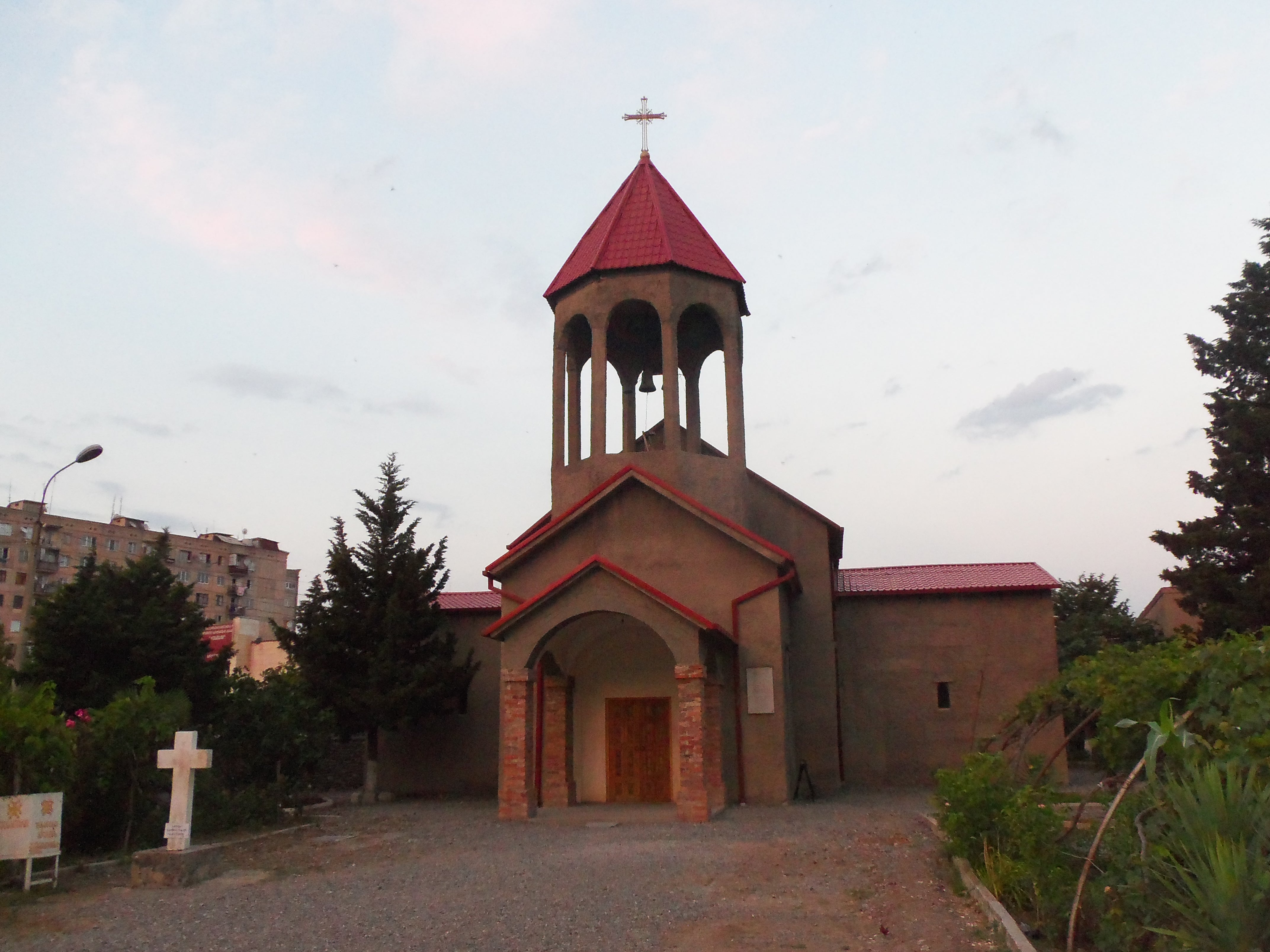

## Міста-побратими
У місті Черкаси є вулиця Руставі, що названа на честь міста-побратима.
- Кривий Ріг[13]
- Черкаси[13]
- Вінниця[13]
- Івано-Франківськ[13]
- Хмельницький[13]